# David Slade

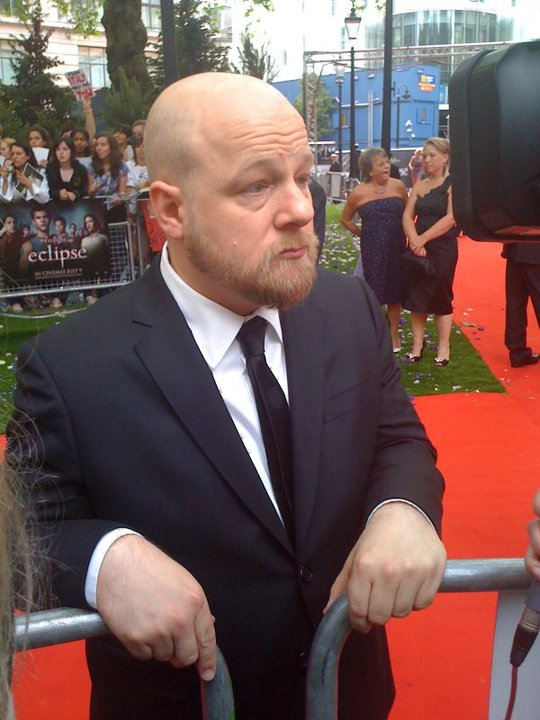
David Slade bei der Londoner Premiere von Eclipse – Biss zum Abendrot (2010)

David Slade (* 26. September 1969) ist ein britischer Filmregisseur und ehemaliger Journalist.

## Leben
Slade startete seine künstlerische Laufbahn mit der Realisierung von Werbeclips und Musikvideos. In dieser Funktion inszenierte er unzählige Werke für Interpreten wie Aphex Twin („Donkey Rhubarb“), Rob Dougan („Clubbed to Death“), Stone Temple Pilots („Sour Girl“), Tori Amos („Strange Little Girl)“, sowie vier Arbeiten für Muse („Hyper Music“, „Feeling Good“, „Bliss“, und „New Born“), die auch mehrmals ausgezeichnet wurden.
Mitte der 2000er Jahre erweiterte er sein Betätigungsfeld und verfilmte erstmals für die US-amerikanische Filmproduktionsgesellschaft Lions Gate Films einen abendfüllenden Spielfilm, den Psychothriller Hard Candy, der im Januar 2005 beim Sundance Film Festival uraufgeführt wurde. Sein Regiedebüt wurde für mehrere nationale wie auch internationale Preise nominiert. 2007 folgte mit dem Vampirfilm 30 Days of Night, einer Comicverfilmung basierend auf einem Werk von Steve Niles und Ben Templesmith, sein zweiter Kinospielfilm mit Josh Hartnett und Melissa George in den Hauptrollen.
Seine nächste Regiearbeit war der dritte Teil der Twilight-Saga, Eclipse – Biss zum Abendrot; der im Juni 2010 erschien. Daraufhin führte er in Breaking Bad das erste Mal in einer Folge einer Fernsehserie Regie. Im März 2012 gab NBC bekannt, dass er die Regie beim Pilotfilm der Serienadaption von Hannibal übernehmen wird. Am 8. Mai 2012 gab Wayfare Entertainment bekannt, dass Slade den Action-Thriller Villain inszenieren wird.

## Filmografie (Auswahl)
- 2000: Stone Temple Pilots: Sour Girl (Musikvideo)
- 2003: Stone Temple Pilots: Thank You (Musikvideo)
- 2004: Do Geese See God? (Kurzfilm)
- 2005: Hard Candy
- 2007: 30 Days of Night
- 2008: Meat Dog: What’s fer Dinner (Kurzfilm)
- 2010: Eclipse – Biss zum Abendrot (The Twilight Saga: Eclipse)
- 2011: Breaking Bad (Fernsehserie, Folge 4x03 Offenes Haus)
- 2012: Awake (Fernsehserie, Folge 1x01)
- 2013–2015: Hannibal (Fernsehserie, Regie und Ausführende Produktion)
- 2014: Crossbones (Fernsehserie, Folge 1x01)
- 2017: American Gods (Fernsehserie, 3 Folgen)
- 2017: Black Mirror (Fernsehserie, Folge 4x05)
- 2018: Nightmare Cinema (Segment This Way to Egress)
- 2018: Black Mirror: Bandersnatch
- 2020: Barkskins – Aus hartem Holz (Barkskins, Fernsehserie, Folgen 1x01–1x02)
- 2023: Die dunkle Saat (Dark Harvest)